# Páramo del Sil (kommunhuvudort)
Páramo del Sil är en kommunhuvudort i Spanien.   Den ligger i provinsen Provincia de León och regionen Kastilien och Leon, i den nordvästra delen av landet, 400 km nordväst om huvudstaden Madrid. Páramo del Sil ligger 880 meter över havet och antalet invånare är 754.
Terrängen runt Páramo del Sil är huvudsakligen kuperad, men åt nordost är den bergig. Páramo del Sil ligger nere i en dal. Runt Páramo del Sil är det glesbefolkat, med 18 invånare per kvadratkilometer. Närmaste större samhälle är Fabero, 12,7 km sydväst om Páramo del Sil. I omgivningarna runt Páramo del Sil växer i huvudsak blandskog.